# Jo De Meyere
Johan Gaston Juliana Emiel (Jo) De Meyere (Eeklo, 21 februari 1939) is een Belgisch acteur. Hij is laureaat van de Carrièrester van de Vlaamse Televisie Academie.

## Levensloop

### Jeugd
De Meyere groeide op in een traditioneel katholiek gezin. Hij was in zijn jeugd een devoot katholiek. Ondanks zijn jonge leeftijd maakte hij de bevrijding bewust mee. Zijn vader was aangesloten bij het VNV. Na de bevrijding werd een gerechtelijk onderzoek naar hem gevoerd, maar het gerecht kon hem geen collaboratie met de bezetter aanwrijven en ontsloeg hem daarom in 1946 van rechtsvervolging en gelastte zijn vrijlating. Het gezin verhuisde daarna naar Gent.
De Meyere werd opgeleid tot maatschappelijk werker (diploma in 1965 in Gent) en volgde daarna de toneelacademie in Gent. Zijn in eerste instantie gekozen loopbaan beviel hem namelijk allerminst. Dat hij voor een onzeker bestaan koos, nam hij daarbij voor lief. Hij debuteerde bij het Nederlands Toneel Gent in Wachten tot het donker is van Knott.

### Acteur
De Meyere is naast een zeer actief theateracteur, eveneens aanwezig in de rolverdeling van tientallen televisieseries en langspeelfilms. Hij trad 10 jaar op voor Tinnen Pot (cabaret) en 11 jaar voor het Nederlands Toneel Gent.
Op televisie is hij niet alleen in België, maar ook in Nederland zeer frequent te zien in series. In Nederland is hij vooral bekend geworden door de rol van Erik Odekerke die hij speelde in de KRO-serie Dagboek van een herdershond. Het verkrijgen van die rol berustte op louter toeval. De Meyere had niets omhanden en de acteur die men op het oog had liet verstek gaan. Toen herinnerde iemand zich De Meyere. De serie met De Meyere in de hoofdrol werd een groot succes en won in 1978 de Gouden Televizier-Ring.
In 1985 speelde De Meyere de ruwe, gewelddadige boer Speeltie in Hard labeur. Op latere leeftijd speelde hij lange tijd de rol van rijkswachter John Nauwelaerts: eerst in de serie Heterdaad als adjudant-chef, later in Flikken, waar hij vanaf reeks 5 zijn intrede maakt als commissaris van het team. Na zes jaar hield hij het voor gezien, omdat hij aanvoelde dat hij op de automatische piloot acteerde en het creatieve gevoel verdween. Hij speelde tevens in diverse films en in 2008 speelde hij ook mee in de musical Daens als bisschop Stillemans. In 1996 sprak hij de stem in van de dorpeling in de eerste voorshow van Villa Volta. De Meyere is blij dat hij van acteren kan leven; hij realiseert zich terdege dat het voor vele collega's in het vak sappelen is. Volgens De Meyere staat 70% van de acteurs "aan de dop". In 1997 was De Meyere te horen als Simon Lootz in het hoorspel Wie het laatst lacht.
De Meyere ontving voor zijn oeuvre op 2 maart 2013 tijdens het gala van de Vlaamse Televisie Sterren 2013 de Carrièreprijs. Hij ontving de prijs niet op het gala zelf, dat werd opgenomen in Hasselt, maar op de bühne van de Schouwburg van Boom, waar hij net het toneelstuk Achter de wolken had gespeeld samen met Chris Lomme. Zij had twee jaar eerder dezelfde carrièreprijs ontvangen en mocht hem nu het beeldje overhandigen. De Meyere toonde zich zeer teleurgesteld in de VRT, die geen enkele aandacht aan de toekenning besteedde. Hij werkte decennialang doelbewust niet voor VTM, maar koos voor de BRT, BRTN en VRT. Het stak hem daarom, dat er na zo veel jaren trouwe dienst "zelfs geen bedankje afkon". Bij zijn tachtigste verjaardag bracht de VRT een overzicht van hoogtepunten uit zijn carrière.
In 2024 dwongen de gevolgen van spierreuma hem om afscheid te nemen van de planken.

### Weduwnaar
In 2003 verloor hij zijn echtgenote Arlette Teys. Na een lange ziekte (astma) raakte ze plotseling in een coma waaruit ze niet meer ontwaakte. Dit brak hem, De Meyere gaf tien jaar na haar overlijden aan zijn vrouw nog iedere dag te missen. Hij verwoordde het zo: "...Thuiskomen en merken dat er niets of niemand is, behalve ikzelf en de stilte, dat vreet aan mij. De echte liefde komt maar één keer langs, al de rest zijn afkooksels. Toneel is mijn redding, optreden mijn overlevingsmechanisme...". Naar eigen zeggen is hij een zwartkijker, net als zijn vader dat was.

## Musical
- In 2008 speelde hij mee in Daens, waarin hij de rol van bisschop Stillemans vertolkte.
- In 2014 was Jo de Meyere een van de spelers in de musical '14-'18, als generaal. Dit spektakel van Studio 100 ging door de Mechelse Nekkerhal.
- In 2018 deelde De Meyere de rol van verzetsstrijder Leon met Herbert Flack in de spektakelmusical 40-45 van Studio 100 die op 7 oktober in première ging in een popup-theater in Puurs.
- Van 2020-2022 deelde De Meyere de rol van de bisschop Stillemans met Roger Bolders in de spektakelmusical Daens van Studio 100.
- In 2023 leende hij de vertelstem van een oudere Jan Leemans, een van de hoofdrollen in de spektakelmusical Red Star Line, die op 23 maart 2023 in première ging.

## Trivia
- Zijn jongste broer, Walter De Meyere, was in de eerste jaren van VTM assistent van Zaki in het spelprogramma Cijfers en letters.
- De Meyere deed als bekende Vlaming mee in de legendarische eerste aflevering van Pak de poen, de show van 1 miljoen. In deze liveshow ging hij in hevige discussie met de gerechtsdeurwaarder, omdat hij vond dat het antwoord van de kandidaat onterecht werd afgekeurd. Op de vraag "Wat is het beroep van Cliff Huxtable in The Cosby Show?" werd het antwoord "dokter" afgekeurd, omdat men gynaecoloog verwachtte. De Meyere vond dat "dokter" correct was, omdat men niet expliciet naar een specialisatie vroeg.[6]